# Björn Schicke
Björn Schicke (* 15. April 1988 in Berlin-Lichtenberg) ist ein deutscher Berufsboxer im Mittelgewicht.

## Leben
Björn Schicke wurde 1988 in Berlin als Sohn von Bodo und Irina Schicke geboren. Er hat keine Geschwister. Wegen seines früh entdeckten Talents besuchte er nach der Grundschule die Werner-Seelenbinder-Sportschule in Berlin.
Als freiwilliger Wehrdienstleistender verpflichtete er sich 23 Monate, von denen er vier Monate im Kosovo stationiert war. Schicke schloss eine Ausbildung zum Kanalbauer ab.
Schicke heiratete am 20. Dezember 2020 seine langjährige Freundin. Seit dem 22. September 2021 sind die beiden Eltern einer Tochter.

## Sportliche Karriere

### Amateurkarriere
Schicke boxte von 1998 bis 2005 beim SC Berlin und wurde zuletzt von Ralf Dickert (Disziplintrainer Männer beim Deutschem Boxsport-Verband) trainiert.
Performance Indikatoren als Amateur: 69 Kämpfe, viermal Berliner Meister, internationale Einsätze für die Berliner Landeswahl
2005 verlor er das Interesse am Boxsport und beendete seine Amateurkarriere.

### Profikarriere
Im Januar 2015 erfolgte der Wiedereinstieg im Box-Gym Boxtempel Berlin. Sein Coach war Dieter Donarth. Der beschrieb Schickes Kampfstil als aggressiv und explosiv. Donarth sagte ihm eine „große Zukunft“ als Berufsboxer voraus.
Am 5. September 2015 bestritt Schicke sein Debüt gegen Sadettin Keser. Er beendete den auf vier Runden angesetzten Kampf durch einen einstimmigen Punktsieg. (40:36)
Aufgrund seiner überzeugenden Leistungen nahm ihn Graciano Rocchigiani unter Vertrag. Rocchigiani führte Schicke am 3. Oktober 2017 gegen Omar Jetta zum Intercontinental Meister des Verbands Global Boxing Council (GBC). Die Zusammenarbeit mit Rocchigiani hielt bis zu dessen Insolvenz an.
Nachdem ihn der Berliner Boxstall AGON SPORTS & EVENTS als Sparringspartner verpflichtete, bekam er das Angebot, einen Probekampf für die Box-Promotion zu absolvieren. Der Kampf fand am 22. September 2018 in Potsdam gegen den Ungarn Achilles Szabo statt. Schicke konnte das auf sechs Runden angesetzte Gefecht einstimmig für sich entscheiden. (60:53 60:53 60:53)
Am 15. Januar 2019 gewann er gegen Uwel Hernandez die Deutsche Meisterschaft des Bund Deutscher Berufsboxer (BDB).
Am 23. November 2019 folgte der EBU EU-Titel durch einen Punktsieg gegen Adasat Rodriguez. (117:111 120:108 116:112)
Im darauffolgenden Gefecht, am 12. Juni 2020, verlor er gegen Marten Arsumanjan den EU-Titel.

### Comeback
Nach drei aufeinanderfolgenden K.-o.-Siegen, zuerst gegen den erfahrenen Gangster-Rapper Vito Vendetta, danach gegen den Kolumbianer Joel Julio und zum Schluss gegen Jakob Winter setzte die EBU einen erneuten EU-Titelkampf zwischen Schicke und Arsumanjan an.
Schicke gewann am 10. September 2022 in Wuppertal den Rückkampf nach Punkten. Wegen seiner Härte ist der Fight später als „Battle of Wuppertal“ gelobt worden.
Seinen Kampf am 24. Februar 2023 um den IBO Intercontinental Titel gegen den Chilenen Julio Alamos verlor er.